# Paleomonsmirabilia
Paleomonsmirabilia is een geslacht van uitgestorven kreeftachtigen uit de klasse van de Ostracoda (mosselkreeftjes).

## Soorten
- Paleomonsmirabilia caudata Margerie, 1968 †
- Paleomonsmirabilia nodulata Duru & Goekcen, 1985 †
- Paleomonsmirabilia paupera Apostolescu, 1957 †
- Paleomonsmirabilia triebeli (Keij, 1957) Apostolescu, 1964 †